# Фань Їлінь
Фань Їлінь (кит. спр. 范忆琳, піньїнь: Fàn Yìlín, нар. 11 листопада 1999 року) — китайська гімнастка. Бронзова призерка Олімпійських ігор в Ріо-де-Жанейро, Бразилія, в командній першості. Дворазова чемпіонка світу на різновисоких брусах.

## Спортивна кар'єра
Кар'єра Фань у спортивній гімнастиці почалася в 2015 році. На чемпіонаті Китаю зі спортивної гімнастики у травні вона виграла золото у фіналі змагань на різновисоких брусах, перевершивши Хуан Хуейдань, чемпіонку світу 2013 року на цьому снаряді. Крім цього, вона виграла срібло у складі шанхайської команди і бронзу на колоді. Пізніше вона пройшла відбір у збірну Китаю на чемпіонат Азії в Хіросімі (Японія), де здобуло повний комплект нагород: золото на колоді, срібло в командній першості та бронзу на різновисоких брусах.
2015
На чемпіонаті світу в Глазго, Велика Британія, у фіналі вправи на різновисоких брусах продемонструвала однаковий результат в 15,366 балів з російськими гімнастками Вікторією Комовою та Дар'єю Спірідоновою та американкою Медісон Кошан, що вперше в історії спортивної гімнастки принесло усім чотирьом гімнасткам золоті нагороди.
2017
На чемпіонаті світу в Монреалі, Канада, у фіналі вправи на різновисоких брусах з результатом 15,166 балів здобула друге в кар'єрі золото світової першості.
2020
На кубку світу в Баку, Азербайджан, через коронавірус результати було встановлено за підсумками кваліфікації, що дозволило з результатом 15,133 балів здобути перемогу на різновисоких брусах та з трьома перемогами в серії етапів Кубка світу в окремих видах 2018—2020 років не залишила теоретичних шансів суперницям випередити її в боротьбі за індивідуальну олімпійську ліцензію на цьому снаряді.

## Результати на турнірах
| Рік  | Змагання                               | КБ | ІБ | Опорний стрибок | Різновисокі бруси | Колода | Вільні вправи |
| ---- | -------------------------------------- | -- | -- | --------------- | ----------------- | ------ | ------------- |
| 2014 | Чемпіонат Азії                         | 2  |    |                 | 3                 | 1      |               |
| 2015 | Чемпіонат світу                        | 2  |    |                 | 1                 |        |               |
| 2016 | Олімпійські ігри                       | 3  |    |                 | 9                 | 6      |               |
| 2017 | Чемпіонат світу                        |    |    |                 | 1                 |        |               |
| 2018 | Кубок світу в Котбусі                  |    |    |                 | 8                 |        |               |
| 2019 | Кубок світу в Мельбурні                |    |    |                 | 1                 |        |               |
| 2019 | Кубок світу в Досі                     |    |    |                 | 2                 |        |               |
| 2019 | Кубок світу в Котбусі                  |    |    |                 | 1                 |        |               |
| 2020 | Кубок світу в Баку*                    |    |    |                 | 1                 |        |               |
| 2021 | Чемпіонат Китаю                        | 7  |    |                 | 1                 |        |               |
| 2021 | Перше олімпійське випробовування Китаю |    |    |                 | 1                 |        |               |
| 2021 | Олімпійські ігри                       |    |    |                 | 7                 |        |               |

*результати встановлено за підсумками кваліфікації

## Іменний елемент
На чемпіонаті світу в Монреалі, Канада, було виконано новий елемент на різновисоких брусах, який Міжнародною федерацією гімнастики було названо на честь спортсменки "The Fan".